# Coralliophaga lithophagella
Coralliophaga lithophagella är en musselart som först beskrevs av Jean-Baptiste Lamarck 1819.  Coralliophaga lithophagella ingår i släktet Coralliophaga och familjen Trapezidae. Inga underarter finns listade i Catalogue of Life.